# Mesalina brevirostris
Espèce
Synonymes
- Eremias bernoullii Schenkel, 1901
- Eremias brevirostris (Blanford, 1874)
- Eremias brevirostris microlepis Angel, 1936
- Eremias brevirostris fieldi Haas & Werner, 1969

Statut de conservation UICN

 LC  : Préoccupation mineure
Mesalina brevirostris est une espèce de sauriens de la famille des Lacertidae.

## Répartition
Cette espèce se rencontre aux Émirats arabes unis, en Arabie saoudite, au Sinaï en Égypte, en Jordanie, au Liban, en Syrie, en Turquie, en Irak, au Koweït, en Iran, au Pakistan et au Pendjab en Inde.

## Liste des sous-espèces
Selon The Reptile Database (30 janvier 2013) :
- Mesalina brevirostris brevirostris Blanford, 1874
- Mesalina brevirostris fieldi (Haas & Werner, 1969)
- Mesalina brevirostris microlepis (Angel, 1936)

## Publications originales
- Angel, 1936 : Reptiles et batraciens de Syrie et de Mésopotamie récoltés part. M.P. Pallary. Bulletin de l'Institut d'Égypte vol. 18, p. 107-116.
- Blanford, 1874 : Descriptions of new Reptilia and Amphibia from Persia and Baluchistán. Annals and magazine of natural history, ser. 4, vol. 14, p. 31-35 (texte intégral).
- Haas & Werner, 1969 : Lizards and snakes from Southwestern Asia, collected by Henry. Bulletin of the Museum of Comparative Zoology, vol. 138, p. 327-406 (texte intégral).